# Assedio del Campidoglio
L'assedio del Campidoglio fu un episodio della guerra civile romana, che vide il succedersi degli imperatori Galba, Otone, Vitellio e Vespasiano. In particolare, l'assedio coinvolse le parti che sostenevano questi ultimi due imperatori.

## Contesto storico
Dopo la resa delle proprie truppe a Narni, Vitellio, vedendo che aveva perso la guerra contro Vespasiano, abdicò il 18 dicembre, uscendo dal palazzo sul Palatino vestito a lutto, seguito da suo figlio sopra una piccola lettiga, come se stesse svolgendosi un funerale. Fra la folla piangente ed i soldati silenziosi, parlò alla folla, per poi allontanarsi come per deporre le insegne dell'impero nel tempio della Concordia e per raggiungere la casa del fratello. La folla però gli si oppose, sbarrandogli ogni via se non quella verso il palazzo, dove ritornò.

## Antefatti
Il prefetto del pretorio Flavio Sabino, sapendo della volontà di Vitellio di abdicare, scrisse ai tribuni delle coorti di tenere a freno i soldati, ed i senatori più autorevoli, gran parte dei cavalieri e tutti i vigili e le milizie urbane riempirono la sua casa. Gli vengono comunicati il malcontento della folla e delle coorti germaniche, e fu esortato ad affrontare armato le minacce di coloro che erano fermamente contrari al partito flaviano.
Mentre scendeva verso il bacino di Fondano (presso il Quirinale) con la sua scorta, si scontrò con i rivoltosi in una zuffa improvvisa, e questi ebbero la meglio. Nella confusione Sabino decise quindi di occupare la rocca del Campidoglio, nella sommità settentrionale del colle, con frammisti alle milizie anche alcuni senatori e cavalieri, e delle donne, fra cui Verulana Gratilla.
La vigilanza dei Vitelliani fu scarsa, anche a causa di una pioggia gelida che impediva di udire e di vedere, tanto che di notte Sabino riuscì a fare accedere al Campidoglio i figli ed il nipote Domiziano, ed a fare uscire messaggeri per gli eserciti Flaviani, chiedendo soccorso. All'alba poi inviò il primipilo Cornelio Marziale da Vitellio per lamentarsi della sceneggiata del giorno precedente, che era servita solo a fomentare la folla, senza una sincera rassegnazione a Vespasiano; chiedeva quindi di non scatenare un assalto sul Campidoglio. Vitellio diede la colpa ai soldati, ma indicò a Marziale di andarsene per un'uscita segreta per non essere ucciso dai soldati come intermediario di una pace non gradita, per tornare alla rocca indenne.

## Assalto

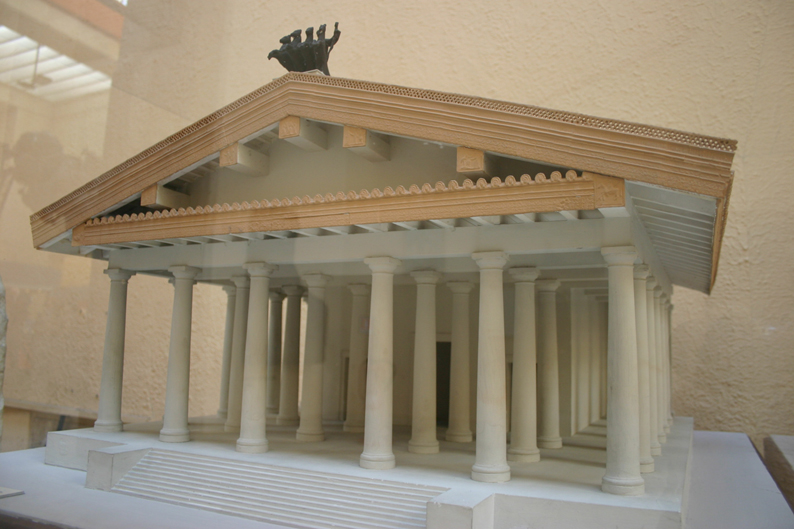
Ricostruzione del tempio di Giove Ottimo Massimo.

Non appena Marziale fu tornato, la furia dei Vitelliani, irati e senza capi, si scatenò. Di corsa attraversano il foro, e schierati, procedono verso il primo ingresso della rocca, attraverso il Clivo Capitolino. A destra di questo Clivo, per chi sale, c'era un antico porticato, che venne scalato dai Flaviani che dal suo tetto colpivano i Vitelliani con sassi e tegole. Questi ultimi erano sprovvisti di macchine o armi da lancio, e farle venir lì avrebbe richiesto troppo tempo, quindi scagliarono fiaccole contro la parte sporgente del portico. Con il diffondersi del fuoco verso la rocca, seguendo il portico, sarebbero riusciti a penetrare attraverso la porta incendiata, se Sabino non avesse innalzato all'ingresso una barricata con le statue che aveva fatto abbattere a tal fine.
Quindi attaccano il Campidoglio da altre due direzioni, da sud per i cento gradini della rupe Tarpea e da nord, dalla parte dell'Asylum (oggi Piazza del Campidoglio). Fra i due attacchi improvvisi, quello da nord era il più minaccioso, in quanto da questa parte si arrampicavano due edifici contigui fra loro e tanto alti da raggiungere il livello del terreno sul quale sorgeva la rocca. Non si sa chi abbia appiccato fuoco ai tetti di queste case, ma i più dicono che siano stati gli assaliti, per respingere coloro che arrampicandosi riuscivano a raggiungere il tempio. Da qui poi le fiamme si propagarono sui portici del tempio, e presero fuoco le aquile di legno vecchissimo del frontone; così bruciò il Campidoglio. Tacito lo descrive come l'avvenimento "più luttuoso e deplorevole per lo stato e il popolo umano" dalla fondazione della città.
Mentre i Vitelliani agivano con fermezza ed astuzia, i Flaviani erano rimasti sbigottiti dall'incendio del tempio, ed il loro stesso capo, Flavio Sabino, era inerte ed inebetito, non riusciva né a parlare, né ad ascoltare, ed era incapace sia di prendere una decisione senza negarla subito dopo, sia affidare il comando ad altri. Proibiva quanto ordinato ed ordinava quanto proibito, ed infine tutti comandavano, e nessuno eseguiva. Ben presto ognuno, lasciate le armi, cercava attorno una via di fuga.
I Vitelliani fanno irruzione e devastano tutto con le armi e col fuoco. Pochi valorosi guerrieri osarono opporsi e furono massacrati. Flavio Sabino, senza armi e non intenzionato a fuggire, fu circondato con il console aggiunto di novembre e di dicembre Quinzio Attico.
Domiziano riuscì a fuggire nascondendosi presso il custode del tempio e, grazie all'aiuto di un liberto, poté nascondersi, in veste di lino, nella turba dei sacrificatori e raggiungere la casa di un cliente del padre, vicino al Velabro, dove rimase nascosto. Gli altri sfuggirono al massacro con vari espedienti, chi travestito da servo, chi aiutato dalla lealtà di clienti, chi nascosto fra bagagli, e chi, venuto a conoscenza della parola d'ordine nemica ne fece uso.

## Conseguenze
Flavio Sabino e Quinzio Attico vennero poi condotti in catene da Vitellio, ed accolti con parole non ostili, nonostante il vociare di coloro che reclamavano il diritto di ucciderli. Si levavano tuttavia grida ostili dalla plebe, e Vitellio, sulla gradinata del Palazzo, tentò di intercedere a suo favore, ma vi rinunziò, e Sabino fu trafitto ed il suo corpo straziato, mentre il corpo senza testa fu trascinato alle Scale Gemonie. Ad ogni modo Vitellio di oppose al supplizio del console, come per ricambiarlo del favore di essersi addossato la colpa dell'incendio del Campidoglio, della quale Attico si era infatti dichiarato responsabile.